# Konrad Philipp Diehl
Konrad Philipp Diehl (* 15. November 1873 in Hoch-Weisel; † 30. August 1959 ebenda) war ein hessischer Politiker (HBB, DVP) und ehemaliger Abgeordneter der 2. Kammer der Landstände des Großherzogtums Hessen und des Landtags des Volksstaates Hessen in der Weimarer Republik.

## Familie und Leben
Konrad Philipp Diehl war der Sohn des Landwirts Konrad Diehl und dessen Frau Katharina geborene Dörr. Er war mit Elisabetha geborene Mohr verheiratet. Er war Landwirt und Ziegeleibesitzer in Hoch-Weisel.

## Politik
In Hoch-Weisel war Konrad Philipp Diehl auch Bürgermeister.
In der 36. Wahlperiode (1918) war er für den HBB Abgeordneter der zweiten Kammer der Landstände des Großherzogtums Hessen. In den Landständen vertrat er den Wahlbezirk Oberhessen 3/Nauheim-Butzbach. Er war als Nachfolger der verstorbenen Wilhelm Joutz in den Landtag nachgerückt. In der Weimarer Republik war er zwischen 1921 und 1924 (diesmal für die DVP) erneut Mitglied des hessischen Landtags.